# Gorno
Gorno är en ort och kommun i provinsen Bergamo i regionen Lombardiet i Italien. Kommunen hade 1 554 invånare (2018).